# (1044) Teutonia
(1044) Teutonia es un asteroide que forma parte del cinturón de asteroides y fue descubierto por Karl Wilhelm Reinmuth desde el observatorio de Heidelberg-Königstuhl, Alemania, el 10 de mayo de 1924.

## Designación y nombre
Teutonia se designó al principio como 1924 RO.
Más adelante fue nombrado por los teutones, un antiguo pueblo germánico.

## Características orbitales
Teutonia orbita a una distancia media de 2,576 ua del Sol, pudiendo acercarse hasta 2,206 ua y alejarse hasta 2,946 ua. Su inclinación orbital es 4,251° y la excentricidad 0,1436. Emplea 1510 días en completar una órbita alrededor del Sol.